# Griselda López
Griselda Alcira López Pérez (Guararé, Provincia de Los Santos, Panamá, 20 de marzo de 1938) es una escritora y periodista panameña, primera directora de la televisora estatal panameña SERTV, reconocida por sus escritos en los géneros de cuento y ensayo.  En 2017 recibió un reconocimiento por el Fórum de Periodistas en Panamá por su trayectoria periodística.

## Biografía
Griselda López obtuvo el diploma de Licenciada en Periodismo en la Universidad de Panamá y realizó estudios de posgrado en Cine y Televisión, en México.  Entre los cargos que ha ocupado dentro de su especialización se encuentran: 
- Directora y docente de la Escuela de Periodismo, Facultad de Comunicación Social, Universidad de Panamá
- Directora Nacional de las Artes, Instituto Nacional de Cultura
- Directora de la televisora estatal panameña SERTV

Fue coeditora de la revista literaria "El Pez Original". En su creación literaria ha sido consecuente con uno de sus temas, como lo es la condición de la mujer.

## Obras
- Piel adentro. Cuentos, 1986.
- Sueño recurrente. Cuentos, 1989.
- Género, Comunicación y Sociedad. 2000
- Gil Blas Tejeira: El Caballero Esplandián. Protagonistas del siglo XX Panameño. Editorial Penguim Random House. Grupo Editorial S.A.S. 2015.
- Las capas del tiempo. Editorial Universitaria, 2017.[5]
- Género, Comunicación y Periodismo. 2017.

## Reconocimientos
- Reconocimiento a su trayectoria periodística, Fórum de Periodistas, 2017.[1]
- Medalla de oro y pergamino, Universidad Santa María La Antigua, 1975.
- Diploma otorgado por Grupo de Educadores, 1975.
- Diploma de Honor otorgado por el Encuentro Nacional de Escritores, 1992.